# Chamaesaura macrolepis
Espèce
Synonymes
- Mancus macrolepis Cope, 1862

Chamaesaura macrolepis est une espèce de sauriens de la famille des Cordylidae.

## Répartition
Cette espèce se rencontre en Afrique du Sud, au Swaziland, au Zimbabwe, en Angola, en Zambie, dans le sud du Congo-Kinshasa et en Tanzanie.

## Description
Cette espèce a des membres réduits. Elle est ovovivipare.

## Publication originale
- Cope, 1862 : Notes upon Some Reptiles of the Old World. Proceedings of the Academy of Natural Sciences of Philadelphia, vol. 14, p. 337-344 (texte intégral).